# Puchar FSHV mężczyzn (2022)
Puchar FSHV mężczyzn 2022 – rozgrywki o Puchar Albańskiego Związku Piłki Siatkowej (Federata Shqiptare e Volejbollit, FSHV) zorganizowane w dniach 24-25 września 2022 roku. Mecze odbywały się w hali sportowej przy 9-letniej szkole Farkë e Vogël w Tiranie.
W rozgrywkach uczestniczyły cztery najlepsze zespoły mistrzostw Albanii w sezonie 2021/2022, tj. Tirana, Erzeni, Partizani Tirana oraz Vllaznia Szkodra. Turniej składał się z półfinałów i finału.
Puchar FSHV zdobył klub Tirana, który w finale pokonał Erzeni.

## System rozgrywek
W Pucharze FSHV 2022 uczestniczyły cztery najlepsze drużyny mistrzostw Albanii w sezonie 2021/2022. Rozgrywki składały się z półfinałów i finału. W półfinałach drużyny utworzyły pary na podstawie miejsc zajętych w mistrzostwach Albanii:
- para 1: 1 – 4;
- para 2: 2 – 3.

Zwycięzcy półfinałów rywalizowali w finale o Puchar Federacji. Nie był grany mecz o 3. miejsce.

## Drużyny uczestniczące
| Drużyna          | Miejsce w mistrzostwach Albanii 2021/2022 |
| ---------------- | ----------------------------------------- |
| Tirana           | 1. miejsce                                |
| Erzeni           | 2. miejsce                                |
| Partizani Tirana | 3. miejsce                                |
| Vllaznia Szkodra | 4. miejsce                                |

## Drabinka
|  |           |                  |           |        |   |       |        |       |
|  | Półfinały | Półfinały        | Półfinały |        |   | Finał | Finał  | Finał |
|  | Półfinały | Półfinały        | Półfinały |        |   | Finał | Finał  | Finał |
|  |           |                  |           |        |   |       |        |       |
|  |           |                  |           |        |   |       |        |       |
|  | 1         | Tirana           | 3         |        |   |       |        |       |
|  | 1         | Tirana           | 3         |        |   |       |        |       |
|  | 4         | Vllaznia Szkodra | 0         |        |   |       |        |       |
|  | 4         | Vllaznia Szkodra | 0         |        |   | 1     | Tirana | 3     |
|  |           |                  |           |        |   | 1     | Tirana | 3     |
|  |           |                  | 2         | Erzeni | 1 |       |        |       |
|  | 2         | Erzeni           | 2         | Erzeni | 1 | 3     |        |       |
|  | 2         | Erzeni           |           |        |   |       |        |       |
|  | 3         | Partizani Tirana | 1         |        |   |       |        |       |
|  | 3         | Partizani Tirana | 1         |        |   |       |        |       |
|  |           |                  |           |        |   |       |        |       |

## Rozgrywki

### Półfinały
| 24.09.2022 17:00 (UTC+2) | Tirana | 3:0 (26:24, 25:22, 25:14) | Vllaznia Szkodra | Palestra në Shkollën 9-vjeçare Farkë e Vogël, Tirana Sędziowie: Roland Mujo i Edison Kurti |

| 24.09.2022 19:00 (UTC+2) | Erzeni | 3:1 (25:17, 26:24, 18:25, 25:15) | Partizani Tirana | Palestra në Shkollën 9-vjeçare Farkë e Vogël, Tirana Sędziowie: Enea Dusha i Enri Zenullari |

### Finał
| 25.09.2022 19:00 (UTC+2) | Tirana | 3:1 (19:25, 28:26, 25:21, 25:19) | Erzeni | Palestra në Shkollën 9-vjeçare Farkë e Vogël, Tirana Sędziowie: Igli Feshti i Tedi Zguri |